# Xenylla mucronata
Xenylla mucronata är en urinsektsart som beskrevs av Axelson 1903. Xenylla mucronata ingår i släktet Xenylla och familjen Hypogastruridae. Arten är reproducerande i Sverige. Inga underarter finns listade i Catalogue of Life.